# Teddy Kollek
Theodor (Teddy) Kollek (Hebreeuws: טדי קולק) (Nagyvázsony (bij Boedapest), 27 mei 1911 - Jeruzalem, 2 januari 2007) was een Israëlisch politicus. Hij was de verkozen burgemeester van Jeruzalem gedurende 28 jaar, van 1965 tot 1993.

## Biografie
Kollek kreeg van zijn ouders, Alfred Kollek en Margaret Fleischer, de naam Theodor naar Theodor Herzl, omdat zijn vader een overtuigd zionist was. Na zijn geboorte verhuisden zijn ouders naar Wenen. In 1935, drie jaar voor de Anschluss van Oostenrijk bij het Derde Rijk, verhuisde de familie naar het Brits Mandaatgebied Palestina. In 1937 was Kollek een van de medestichters van de kibboets Ein Gev. In hetzelfde jaar huwde hij Tamar Schwarz, met wie hij twee kinderen zou krijgen, Amos en Osnat.

## Politiek
Tijdens de Tweede Wereldoorlog zette Kollek zich in voor de Joodse belangen in Europa. Na het uitbreken van de oorlog kon hij Adolf Eichmann overtuigen om 3000 jonge Joden uit het concentratiekamp vrij te laten. Kollek wist deze Joden naar het Verenigd Koninkrijk te brengen. Ook daarna zou hij zich bezighouden met het opzetten van acties voor vluchtelingen. Hij werd een medewerker van David Ben-Gurion en werkte met hem samen in zijn regeringen van 1952 tot 1963.

### Burgemeester
In 1965 werd Teddy Kollek als kandidaat voor Ben-Gurion's Rafi-partij voor het eerst verkozen als burgemeester van (toen nog West-) Jeruzalem. Begin 1967 vroeg hij ten behoeve van het Israëlisch Songfestival van dat jaar om een lied over Jeruzalem, dat wil zeggen de Oude Stad die toen nog niet veroverd was. Dit werd het populaire en ook controversiële Jeruzalem van goud van Naomi Shemer gezongen (toen) door soldate Shuli Nathan . Enkele maanden later werd de Oude Stad veroverd door het Israëlische defensieleger. Kollek werd herkozen in 1969, 1973, 1978, 1983 en 1989. In 1993 deed hij mee aan de verkiezing onder druk van de Arbeidspartij en met tegenzin, nadat hij eerder had aangekondigd geen kandidaat te zijn. Ditmaal verloor hij de verkiezingen van de Likoed-kandidaat Ehud Olmert.
De Arabieren in Jeruzalem werden onder zijn bewind structureel achtergesteld en kregen minder geld dan andere delen van de stad. Onder zijn bewind werd onder andere het Israel Museum en het Jeruzalemtheater gebouwd. Het Teddy Kollekstadion werd naar hem vernoemd toen hij nog zittend burgemeester was, maar geen plannen had nogmaals aan de burgemeesterverkiezing mee te doen. Er zijn inmiddels twee interlands gespeeld. Ook het openbaar park Teddypark in Jeruzalem werd naar hem genoemd. Kollek overleed op 95-jarige leeftijd in zijn woning in een Jeruzalems bejaardentehuis.

## Onderscheidingen
In 1988 won Kollek de Israëlprijs. Verdere titels en prijzen die hem toegekend werden, zijn de Friedenspreis des Deutschen Buchhandels (1985) de Moses Mendelssohn-prijs, de Order of St. Michael and St. George en een eredoctoraat van de Ben-Gurion-universiteit. In 2001 werd hij ereburger van Wenen.
1988: Four Freedoms Award voor godsdienstvrijheid
- Biblioteca Nacional de España: XX5531811
- Bibliothèque nationale de France: cb11909946t (data)
- Gemeinsame Normdatei: 118564870
- International Standard Name Identifier: 0000 0001 0934 1600
- Library of Congress Control Number: n50042988
- MusicBrainz: 9d21b40b-7faa-4e63-a48f-e08c6da0ff88
- Nationale Bibliotheek van Tsjechië: js20070105005
- Nationale Bibliotheek van Israël: 987007263906705171
- Nationale Bibliotheek van Polen: a0000001210734
- Nederlandse Thesaurus van Auteursnamen: 069043892
- RKD-Nederlands Instituut voor Kunstgeschiedenis: 360795
- SNAC: w6sn08cr
- Système universitaire de documentation: 026952106
- Union List of Artist Names: 500239929
- Virtual International Authority File: 110087514
- WorldCat: E39PBJfmvgQcDRVbpB6kqX6qcP